# 海头镇 (连云港市)
海头镇为江苏省连云港市赣榆区下辖镇，位于赣榆区东北部。
截至2007年，总面积84平方千米，辖29个行政村，246个村民小组，23857户，80531口人，耕地面积2931公顷，拥有海岸线11.6千米。

## 经济
2007年，全镇实现地区生产总值8.81亿元，完成全社会固定资产投人巧.4亿元，完成财政一般预算收人2893万元，农民人均纯收人达8572元。

## 行政区划
以下详细区划及数据采用2007年底统计信息。
2007年底，面积84平方公里，辖29个行政村，246个村民小组。

### 大兴庄村
由三合村、新河村、兴后村、兴前村合并而成。有村民小组20个，1606户，6341口人，耕地面积189.36公顷，养殖面积192.10公顷，滩涂面 积59.90公顷，育苗场6家。工农业产值1.90亿元，人均纯收人8963元。该村有2000人从事海产品贩运，并在上海和浙江沈家门成立了两家水产品 贸易公司。

### 李巷村
由李巷村、赵沙村合并而成。有村民小组10个，822户，3205口人，耕地面积50.%公顷，淡水养殖面积38.35公顷，滩涂养殖面积20公顷。工农业产值5414万元，人均纯收人8873元。主要以水产养殖和虾米贩运为主要特色，全村拥有虾米贩运户200多户。

### 匡口村
有村民小组3个，458户，1782口人，是个纯渔业村，海水养殖面积92.05公顷，淮涂面积58.70公顷。工农业产值5541万元，人均纯收人8868元。全村主要以水产养殖为主。

### 梁沙村
有村民小组5个，564户，1770口人，是纯渔业村，池塘养殖面积59.10公顷，渔船1145马力，潮间带滩涂面积51.29公顷。工农业产值5824万元，人均纯收人8875元。该村是水貂养殖专业村，水貂养殖年总量达3万头以上。

### 海脐村
有村民小组10个，654户，2610口人，养殖面积37.68公顷，工农业产值8329万元，人均纯收人9490元。建有水产养殖小区一个，拥有育苗场9家，绳网加工厂2家，船舶修造厂1家，水貂、兰貂养殖场6家。

### 海前村
村民小组17个，1328户，5060口人，耕地面积40公顷，养殖面积46.69公顷，渔船17000马力，建有育苗场6家。工农业产值27962万元，人均纯收人9258元。

### 海后村
有村民小组巧个，1286户，4398口人，耕地面积33.35公顷，养殖面积36.69公顷，建有育苗场3家，渔船4800马力。工农业产值2.88亿元，人均纯收人1.02万元。有20(X)人从事海产品贩运，是海产品贩运加工专业村。

### 小口村
有村民小组7个，606户，2249口人，海水养殖面积42.49公顷，滩涂面积85.71公顷，建有育苗场3家，船舶修造厂1家，冷冻厂l家。工农业产值1.34亿万元，人均纯收人9148元。有渔船15000马力，是海产品捕捞专业村。

### 大岗村
由大岗、莫村合并而成。有村民小组8个，580户，2155口人，耕地面积117.73公顷。工农业产值3469万元，人均纯收人8121元。

### 南朱皋
有村民小组13个，873户，3960口人，耕地面积30公顷，养殖面积50.69公顷，育苗场5家，渔船4900马力。工农业产值2.49亿元，人均纯收人8694元。

### 北朱皋
由北朱皋、董庄合并而成。共有村民小组17个，1418户，5348口人，耕地面积82.44公顷，养殖面积100公顷，渔船6(X)0马力。建有育苗小区，建有育苗场6家，养猪场1家，工农业产值1.55亿元，人均纯收人8871元。

### 马庄村
由马庄、马台村合并而成。有村民小组9个，633户，24()6口人，耕地面积50.00公顷，养殖面积24.35公顷，渔船3600马力。建有紫菜加工小区，有育苗场3家，工农业产值1.02亿元，人均纯收人8878元。

### 龙王庙村
有村民小组10个，550户，2048口人，耕地面积72.30公顷。工农业产值3484万元，人均纯收人7950元。

### 龙北村
由倪村、尚庄村合并而成。有村民小组9个，480户，1900口人，耕地面积122.33亩。工农业产值3575万元，人均纯收人1900元。

### 胡村
由东胡村、西胡村合并而成。有村民小组4个，323户，1235口人，耕地面积54.89公顷。工农业产值3815万元，人均纯收人7968元。

### 吴家村
有村民小组4个，268户，995口人，耕地面积24.95公顷。工农业产值2961万元，人均纯收人7962元。

### 盐仓城村
由盐城村、西城村合并而成。有村民小组5个，373户，1403口人，耕地面积60.50公顷。工农业产值3883万元，人均纯收人7669元。

### 城西村
由高村、吕村合并而成。有村民小组4个，340户，1328口人，耕地面积62.70公顷。工农业产值3175万元，人均纯收人7940元。

### 王村
由东王村、西王村合并而成。有村民小组8个，504户，1900口人，耕地面积47.30公顷。工农业产值3489万元，人均纯收人7892元。

### 白石头村
有村民小组4个，260户，1016口人，耕地面积37.35公顷。工农业产值3530万元，人均纯收人8012元。

### 宅基村
有村民小组4个，315户，1125口人，耕地面积59.%公顷。工农业产值3519万元，人均纯收人7902元。
扯淡！！！！

### 垒堆村
有村民小组5个，372户，1340口人，耕地面积69.43公顷。工农业产值2370万元，人均纯收人7886元。

### 连上村
有村民小组7个，517户，1922口人，耕地面积69.37公顷。工农业产值3879万元，人均纯收人8033元。

### 朱尹村
由穆朱尹村、陈朱尹村合并而成。有村民小组6个，429户，1670口人，耕地面积50.04公顷。工农业产值3578万元，人均纯收人7982元。

### 王朱尹村
有村民小组5个，381户，1421口人，耕地面积55.49公顷。工农业产值4324万元，人均纯收人7973元。

### 龙河村
由龙河村、大站村、大朱尹村合并而成。有村民小组12个，890户，3390口人，耕地面积174.49公顷。工农业产值1.53亿元，人均纯收人8047元。

### 义合村
由义合村、墩头村、房村合并而成。有村民小组7个，560户，2039口人，耕地面积79.31公顷。工农业产值1.03亿元，人均纯收人7416元。

### 龙南村
由王场村、匡湖村合并而成。有村民小组7个，499户，1881口人，耕地面积89.38公顷。工农业产值2861万元，人均纯收人7610元。

### 大官庄村
由大官庄村、徐莒洲村、马朱孟村合并而成。有村民小组11个，713户，2770口人，耕地面积205.44公顷。工农业产值4563万元，人均纯收人7414元。

## 企业
- 翰榆县海润水务有限公司
- 连云港丰顺船舶修造厂
- 连云港良驰混凝土制品有限公司
- 连云港万兴钢结构工程有限公司
- 连云港鑫平无缝钢管制造有限公司
- 连云港渔业设备有限公司